# Ligré
Ligré is een gemeente in het Franse departement Indre-et-Loire (regio Centre-Val de Loire). De plaats maakt deel uit van het arrondissement Chinon. Ligré telde op 1 januari 2022 1.070 inwoners.

## Geografie
De oppervlakte van Ligré bedroeg op 1 januari 2022 27,7 vierkante kilometer; de bevolkingsdichtheid was toen 38,6 inwoners per km².

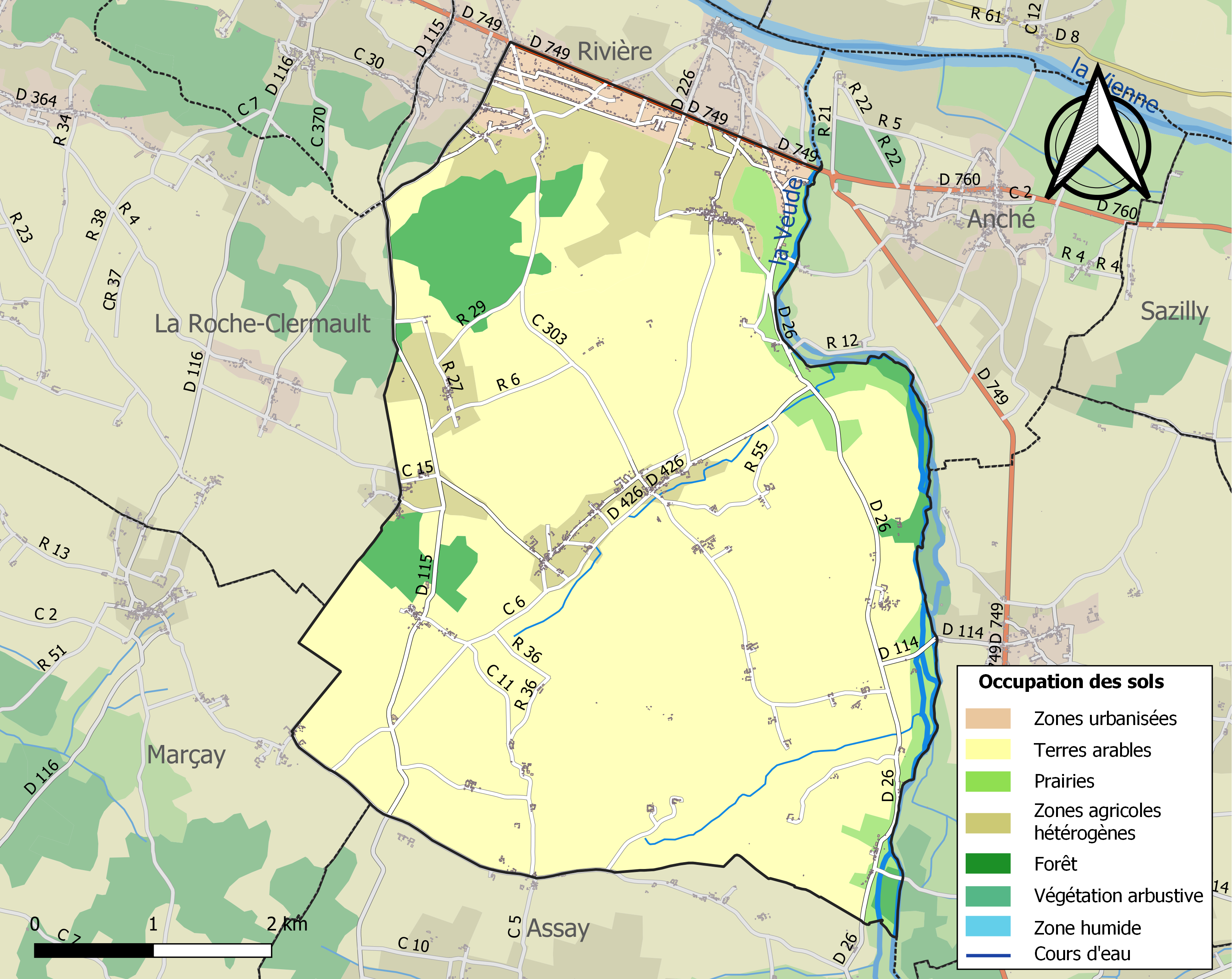
Kaart van de gemeente met belangrijkste infrastructuur, bodemgebruik en omliggende gemeenten

## Demografie
Onderstaande figuur toont het verloop van het inwonertal (bron: INSEE-tellingen).